# ناحیه راید ایم اینکرایس
ناحیه راید ایم اینکرایس (به آلمانی: Ried District) یک ناحیه در اتریش است که در اوبراسترایش واقع شده‌است. ناحیه راید ایم اینکرایس ۵۸٬۲۰۳ نفر جمعیت دارد.